# Lozorno
Lozorno este o comună slovacă, aflată în districtul Malacky din regiunea Bratislava. Localitatea se află la altitudinea de 188 m deasupra n.m., se întinde pe o suprafață de 44,79 km2 și în 2017 număra 3.022 de locuitori.

## Istoric
Localitatea Lozorno este atestată documentar din 1589.

## Demografie
| An:                | 1994 | 2004    | 2014   | 2024   |
| ------------------ | ---- | ------- | ------ | ------ |
| Număr de persoane: | 2545 | 2805    | 2960   | 3158   |
| Diferență:         |      | +10,21% | +5,52% | +6,68% |

| An:                | 2023 | 2024   |
| ------------------ | ---- | ------ |
| Număr de persoane: | 3174 | 3158   |
| Diferență:         |      | −0,50% |